# باربارا ینسن
باربارا ینسن (به انگلیسی: Barbara Jensen) (زادهٔ ۱۵ سپتامبر ۱۹۲۹ - درگذشته ۲۰ دسامبر ۲۰۱۸) شناگر اهل ایالات متحده آمریکا بود. وی به نمایندگی از کشور آمریکا، در المپیک تابستانی ۱۹۴۸ در لندن شرکت داشت.